# Szamoránsky Piroska
Szamoránsky Piroska (Győr, 1986. július 9. –) válogatott magyar kézilabdázó, a Váci NKSE  játékosa.
Első válogatott meccsét 2006. április 4-én Kristiansandban játszotta a norvég válogatott elleni barátságos mérkőzésen, amelyet 25–24-re a magyarok nyertek meg. Ikertestvére, Anikó szintén kézilabdázó.

## Klubcsapatban
- Magyar bajnokság: 2-szeres győztes: 2005, 2007
  - 2. helyezett: 2004, 2006, 2009, 2012
  - 3. helyezett: 2008, 2011
- Magyar Kupa: 2. helyezett: 2007
- Montenegrói bajnokság: 1-szeres győztes: 2010
- Montenegrói Kupa: 1. helyezett: 2010
- Regionális női kézilabda-liga: 1. helyezett: 2010
- EHF-kupa: 1-szeres győztes: 2006
- KEK: 3-szoros győztes: 2010, 2011, 2012

## A válogatottban
- Junior világbajnoki 4. helyezett: 2005
- Olimpiai 4. helyezett 2008
- Európa-bajnoki harmadik (2012)

## Díjai
- Magyar Köztársasági Ezüst Érdemkereszt (2008)